# Ocklusion (fysik/kemi)
Ocklusion är, inom fysiken eller kemin, inneslutning av en främmande substans i ett annat ämne. Ett exempel är bildningen av kristaller ur en smälta eller lösning. Härvid kan, särskilt om processen är snabb, uppstå mikroskopiska partiklar av annan typ än kristallens egentliga byggstenar och fogas in i dennas gitter. En ocklusion inträffar när en adsorberad förorening blir fysiskt instängd i kristallen när denna växer.
Härledningen av Doerner-Hoskins lag förutsätter att det inte i något massutbytet mellan det inre av de utfällda kristallerna och lösningen. När detta antagande är uppfyllt, så är innehållet av spårämnena i kristallen olikformigt (kristallerna sägs vara heterogen). När Berthelot-Nernsts lag gäller, är koncentrationen av spårämnet i det inre av kristallen enhetlig (och kristallerna sägs vara homogena). Detta är fallet när diffusion i interiören är möjligt (som i vätskor) eller när de första små kristaller får rekristallisera. Kinetiska effekter (som hastighet av kristallisation och närvaron av blandning) spelar en roll.